# اللغة الواييوية
اللغة الواييوية أو لغة الواييو أو كواخيرو (بالإنجليزية: Wayuu language)‏ هي لغة يتكلمها حوالي 305000 نسمة من الهنود الحمر واييون حيث يتكلم بها في شمال غرب فنزويلا وشمال كولومبيا وتكتب هذه اللغة بالأحرف اللاتينية.